# Vaginale candidainfectie
Een vaginale candida-infectie, Candida-vaginitis of 'urogenitale candidiasis' is een vorm van Candidiasis, een infectie veroorzaakt door een gist van het geslacht Candida; meestal C. albicans. Maar ook andere candida-soorten komen voor, zoals C. glabrata. Candidiasis kan ook op andere plaatsen van het lichaam klachten geven.
Candida albicans is normaal op de huid, in de darmen en ook wel wat in de vagina aanwezig. Soms kunnen de aantallen echter opeens toenemen en klachten veroorzaken. Het is dus geen geslachtsziekte, al komt het wel voor dat de klachten snel terugkomen als partners niet tegelijkertijd worden behandeld.

## Klachten en symptomen
Jeuk, die kan variëren van licht tot ondraaglijk, branderig gevoel, roodheid van de vaginale slijmvliezen en soms ook van de omliggende huid. Verandering van de afscheiding, vaak brokkelig, wittig (vandaar ook de naam "witte vloed") en kazig. Daarnaast soms veel pijn bij het plassen.

## Behandeling
Vaginaal: in de vagina te brengen tabletten of zalf met een antifungaal middel zoals miconazol gedurende een of enkele dagen, zalf voor de omliggende huid en het is raadzaam ook eventuele sekspartner(s) een week mee te laten smeren. De man dient de zalf gedurende een week tweemaal per dag onder de voorhuid te smeren.
Oraal: er bestaan tabletten (fluconazol) die na eenmalige inname ongeveer een week lang werken. Ze zijn echter relatief duur en geven wat meer kans op bijwerkingen, zodat meestal eerst getracht wordt met lokale behandeling uit te komen.

## Bevorderende factoren
- Zwangerschap.
- Gebruik van de anticonceptiepil heeft enige invloed.
- Diabetes mellitus, herhaald terugkerende candidiasis kan aanleiding zijn de bloedglucosespiegel te controleren.
- Overmatige/misplaatste hygiëne, het 'reinigen' van de vagina met water en zeep, of het gebruik van een vaginale douche met ontsmettende oplossingen. Dit kan de natuurlijke balans van de vaginale bacteriële flora verstoren. Een verandering in de vaginale pH verhoogt de kans op bacteriegroei. De zuurgraad van de vagina behoort tussen de 3,8 en 4,5 te liggen (zuur). Bij een hogere pH-waarde (lagere zuurgraad) neemt de kans op bacteriële vaginose sterk toe. Indien er geen klachten zijn, is eenmaal per dag met gewoon lauw water alleen van buiten afspoelen en droogdeppen voldoende om de natuurlijke barrières intact te houden.
- Ten slotte treedt het vrij vaak op na behandeling met antibiotica. Verstoring van de normale vaginale flora is hiervan de oorzaak.